# Edgar di Scozia
Étgar Mac Maíl Choluim, in anglosassone Eadgar Margotsson, in inglese Edgar MacMalcolm (1074 – Edimburgo, 8 gennaio 1107), è stato re di Scozia dal 1097 al 1107.
Era figlio di Malcolm III di Scozia e della regina Margherita, e fu il primo sovrano scozzese di sangue misto gaelico-anglosassone.

## Biografia

### Lotta per il potere

#### Ascesa
Uno dei figli minori di re Malcolm III e della sua seconda moglie Margherita di Scozia, inizialmente non sembrava avere grandi possibilità di ascendere al trono. Tuttavia i torbidi che caratterizzarono il paese nell'ultimo decennio dell'XI secolo risultarono nella morte o nel tradimento di tutti i suoi fratelli maggiori (Duncan, Edoardo, Edmondo ed Etelredo), e quindi Edgar finì col ritrovarsi a capo del casato dei Dunkeld.
In realtà Edgar non era l'erede più diretto dei Dunkeld, poiché Duncan II aveva avuto un figlio legittimo ed erede, William fitz Duncan, che però era ancora troppo piccolo per poter esercitare il potere, e la lotta in corso richiedeva uomini capaci in grado di comandare.

#### La guerra contro Donald III
Reclamò per sé il trono di Scozia all'inizio del 1095, dopo l'omicidio del fratellastro maggiore Duncan II di Scozia alla fine del 1094 perpetrato da Máel Petair di Mearns, un sostenitore dello zio di Edgar Donald III di Scozia, che aveva usurpato il trono. Il fratello maggiore Edmondo patteggiava per Donald, presumibilmente in cambio del riconoscimento come erede, e questo rendeva Edgar l'esponente di spicco della fazione lealista. Ricevette il supporto limitato di Guglielmo II d'Inghilterra, come lo ebbe Duncan prima di lui (dovendosi in cambio dichiarare suo vassallo); tuttavia il re inglese fu occupato a lungo da una sommossa condotta da Roberto di Mowbray, conte di Northumbria e uccisore di Malcolm III di Scozia e di suo figlio Edoardo alla battaglia di Alnwick, che sembra fosse in combutta con Donald ed Edmondo.
Guglielmo II fu impegnato in una campagna militare nell'Inghilterra settentrionale per gran parte del 1095, e sfruttando le truppe inglesi Edgar guadagnò il controllo del Lothian. Una lettera emessa a Durham lo definiva "... figlio del re Máel Coluim di Scozia... che possiede l'intera terra di Lothian e la signoria della Scozia come regalo del mio signore Guglielmo, re d'Inghilterra e dall'eredità paterna". Edgar ebbe il supporto del resto degli altri due fratelli sopravvissuti, Alessandro e Davide, ma per altri due anni la guerra non proseguì. Guglielmo trascorse il 1096 in Normandia, comprata da suo fratello Roberto II di Normandia, e non fu prima del 1097 che Edgar ricevette ulteriori aiuti economici e militari. Infine suo zio Edgardo Atheling, grazie al sostegno del re normanno, guidò un esercito in Scozia e sconfisse Donald III ed Edmondo, proclamando Edgar nuovo re di Scozia.

### Il difficile regno

#### Il vassallaggio normanno
Nonostante avesse conquistato il potere, Edgar si dimostrò un re debole e precario. Lo storico normanno Goffredo Gaimar sostenne che Edgar, oltre ad essere vassallo del re d'Inghilterra, dovesse versare alla Corona inglese 40 o 60 scellini al giorno. Inoltre si recava spesso in Inghilterra: ad esempio, il 29 maggio 1099, Edgar servì come swordbearer (portatore della spada) alla grande festa di inaugurazione della Westminster Hall, ruolo di certo non adatto a un sovrano. Tuttavia, dopo la morte di Guglielmo II, suo principale benefattore, Edgar abbandonò la corte inglese e non fu presente all'incoronazione di Enrico I d'Inghilterra, successore di Guglielmo.

#### Il resto del regno
Rispetto alla sua salita al potere e ai primi tempi, il resto del regno di Edgar è oscuro. Un atto notevole fu il regalo di un cammello (o forse di un elefante) al suo collega Muircheartach Ua Briain, Alto Re d'Irlanda. Nel 1098 Edgar firmò un trattato con Magnus III di Norvegia, regolando il confine fra i norvegesi e gli scozzesi nelle isole occidentali e cedendo le Isole Ebridi e Kintyre.
Edgar di Scozia si dimostrò molto pio e devoto, e un grande benefattore della Chiesa. Le fondazioni religiose di Edgar hanno incluso un priorato a Coldingham nel 1098, connesso con il convento di Durham. All'abbazia di Dunfermline cercò il supporto di Anselmo di Canterbury (in seguito divenuto santo della chiesa cattolica); i monaci erano infatti stati espulsi da Donald III, quindi Edgar cercò di ricostruire il rapporto regale con l'abbazia.

#### Morte e successione
Edgar morì a Edimburgo l'8 gennaio 1107 dopo poco meno di dieci anni di regno, e fu sepolto nell'abbazia di Dunfermline.
Celibe e senza figli, riconobbe suo fratello Alessandro come proprio successore. Il testamento di Edgar inoltre assegnò all'altro fratello Davide terre in Cumbria e forse anche nelle parti del sud di Lothian.

## Ascendenza
|                       |                          |                           | Genitori             |  |  | Nonni |  |  | Bisnonni          |  |  | Trisnonni |  |
|                       |                          |                           |                      |  |  |       |  |  | Crinán di Dunkeld |  |  | …         |  |
|                       |                          |                           |                      |  |  |       |  |  | Crinán di Dunkeld |  |  | …         |  |
|                       |                          | …                         |                      |  |  |       |  |  | Crinán di Dunkeld |  |  |           |  |
| Duncan I di Scozia    |                          |                           |                      |  |  |       |  |  | Crinán di Dunkeld |  |  |           |  |
|                       |                          | Bethóc di Scozia          | Malcolm II di Scozia |  |  |       |  |  |                   |  |  |           |  |
|                       |                          | Bethóc di Scozia          | Malcolm II di Scozia |  |  |       |  |  |                   |  |  |           |  |
|                       |                          | Bethóc di Scozia          | …                    |  |  |       |  |  |                   |  |  |           |  |
| Malcolm III di Scozia |                          | Bethóc di Scozia          |                      |  |  |       |  |  |                   |  |  |           |  |
|                       |                          | …                         | …                    |  |  |       |  |  |                   |  |  |           |  |
|                       |                          | …                         | …                    |  |  |       |  |  |                   |  |  |           |  |
|                       |                          | …                         | …                    |  |  |       |  |  |                   |  |  |           |  |
| Suthen                |                          | …                         |                      |  |  |       |  |  |                   |  |  |           |  |
|                       |                          | …                         | …                    |  |  |       |  |  |                   |  |  |           |  |
|                       |                          | …                         | …                    |  |  |       |  |  |                   |  |  |           |  |
|                       |                          | …                         | …                    |  |  |       |  |  |                   |  |  |           |  |
| Edgar di Scozia       |                          | …                         |                      |  |  |       |  |  |                   |  |  |           |  |
|                       | Edmondo II d'Inghilterra | Etelredo II d'Inghilterra |                      |  |  |       |  |  |                   |  |  |           |  |
|                       | Edmondo II d'Inghilterra | Etelredo II d'Inghilterra |                      |  |  |       |  |  |                   |  |  |           |  |
|                       | Edmondo II d'Inghilterra | Aelfgifu di York          |                      |  |  |       |  |  |                   |  |  |           |  |
| Edoardo l'esiliato    | Edmondo II d'Inghilterra |                           |                      |  |  |       |  |  |                   |  |  |           |  |
|                       |                          | Ealdgyth                  | …                    |  |  |       |  |  |                   |  |  |           |  |
|                       |                          | Ealdgyth                  | …                    |  |  |       |  |  |                   |  |  |           |  |
|                       |                          | Ealdgyth                  | …                    |  |  |       |  |  |                   |  |  |           |  |
| Margherita di Scozia  |                          | Ealdgyth                  |                      |  |  |       |  |  |                   |  |  |           |  |
|                       |                          | …                         | …                    |  |  |       |  |  |                   |  |  |           |  |
|                       |                          | …                         | …                    |  |  |       |  |  |                   |  |  |           |  |
|                       |                          | …                         | …                    |  |  |       |  |  |                   |  |  |           |  |
| Agata di Kiev         |                          | …                         |                      |  |  |       |  |  |                   |  |  |           |  |
|                       |                          | …                         | …                    |  |  |       |  |  |                   |  |  |           |  |
|                       |                          | …                         | …                    |  |  |       |  |  |                   |  |  |           |  |
|                       |                          | …                         | …                    |  |  |       |  |  |                   |  |  |           |  |
|                       |                          | …                         |                      |  |  |       |  |  |                   |  |  |           |  |